# Batalla de Cancha Rayada (1818)
La batalla de Cancha Rayada, también conocida como sorpresa o desastre de Cancha Rayada fue una batalla de la Independencia de Chile, desarrollada en el marco del periodo independiente de la Patria Nueva, donde se enfrentaron las tropas patriotas de José de San Martín y el Ejército Realista. La batalla tuvo lugar la noche del 19 de marzo en el sector de Cancha Rayada, al norte de la comuna de Talca. 
El acontecimiento no debe ser confundido con el combate de Cancha Rayada (29 de marzo de 1814), sucedido durante el periodo de la Patria Vieja.

## Antecedentes
Tras la invasión del ejército de José de San Martín, que derrotó a la fuerza de Rafael Maroto en la batalla de Chacabuco (12 de febrero de 1817), los restos de las fuerzas leales al monarca tuvieron que replegarse hasta recibir los refuerzos que el virrey del Perú Joaquín de la Pezuela pudo reunir sobre la base de tropas americanas y un batallón y escuadrón expedicionarios, que atravesaron por el cabo de Hornos, y por lo tanto, no habían sido retenidos por Pablo Morillo en la Costa Rica.   
El grueso del refuerzo debía arribar en la expedición española ese año, y que acudiría en 11 transportes, pero cuyas tropas se sublevaron en el trayecto marítimo, pasándose además al bando independiente y entregando planos, rutas, puntos de desembarco, y todo lo que permitió finalmente la captura de la nave escolta, fragata Reina María Isabel, y del resto de la expedición casi al completo. 
Los realistas de Chile, sin embargo, no habían dejado de trabajar para reagrupar sus fuerzas en el sur, formando un total de 4612 hombres con 14 cañones, y que al mando de Mariano Osorio avanzarían desde el puerto de Talcahuano en dirección norte. Esto con la intención de perseguir a los patriotas liderados por Bernardo O'Higgins, quienes iniciaban una estratégica retirada hacia el norte para debilitar a las fuerzas de Osorio.
A mediados de enero de 1818, la división de O'Higgins arriba a Talca, estableciendo allí su cuartel general. Después del juramento de la independencia el 12 de febrero de 1818, el Ejército Unido Libertador de Chile —unión del Ejército de los Andes y las nuevas unidades pertenecientes al reformado Ejército de Chile— conformado por 8000 hombres, seguía observando a los realistas que avanzaban hacia el norte. 
Luego del juramento, el 16 de febrero San Martín llega a Talca, reuniéndose con O'Higgins. Su tardanza respondía a un temor sobre un ataque realista en alguno de los puertos al norte de Talcahuano, hecho que nunca ocurrió. San Martín establecería su cuartel general en Talca durante un corto tiempo, sin embargo, decidiría partir hacia el norte, en vista de que el avance de Osorio estaba ocurriendo más rápido de lo previsto. O'Higgins le seguiría, arribando primero a Curicó y el día 9 de marzo ambos se reunirían en Chimbarongo. 
Osorio, confiando en las facilidades de su avanzada, ocuparía Linares y Talca con una nula resistencia por parte de los patriotas, quienes continuaban evitando los enfrentamientos. El día 15 de marzo, y luego de un combate entre las divisiones de Ramón Freire y Joaquín Primo de Rivera, Osorio comprende la cercanía y magnitud del ejército chileno, por lo que resolvería retroceder hacia el sur hasta Talca para evitar un enfrentamiento directo en notable desventaja. 
San Martín, que se mantenía informado de los movimientos de Osorio, prefería evitar un enfrentamiento con el grueso de las tropas realistas en Talca. Por lo que, en un afán por evitar que cruzase un río Lircay fuertemente fortificado, optaría por acechar a Osorio con parte de sus fuerzas. De esta manera, el 18 de marzo comenzaría persecución entre ambas fuerzas, separadas por un par de leguas de distancia. El 19 de marzo, San Martín ordenaría al oficial Antonio González Balcarce adelantarse con su escuadrón caballería y flanquear la ruta principal por el este, para evitar que alcanzase el Lircay. Sin embargo, Osorio había sido precavido, y procuró aumentar las defensas por dicha zona. Finalmente, y luego de un breve enfrentamiento, González Balcarce no lograría llegar a la ruta y Osorio arribaría sin inconvenientes a Talca. El grueso de las tropas de San Martín y O'Higgins traspasarían el río Lircay el mismo día, estableciéndose al norte de Talca.

## La batalla
Al caer la noche del 19 de marzo, el ejército aliado acampó en dos líneas paralelas dispuesto a pasar la noche, con la intención de enfrentar las ocasionales escaramuzas realistas y prepararse para la batalla que debía ocurrir al día siguiente, según los planes de ambos generales. 
Los realistas, por su parte, se organizaban. Los oficiales españoles dudaban, en cierta medida, de las habilidades de Osorio, quien se mostraba temeroso frente a las condiciones que se impondrían en batalla. Además, conocían de su inferioridad en tropas y armamento, por lo que reconocían en un ataque sorpresa la mejor opción, esto pese al cansancio de los soldados. Poco antes del anochecer, Osorio y sus oficiales subirían a los campanarios de las iglesias de Talca y fijarían su objetivo en las posiciones débiles de los patriotas. 
De esta manera, al anochecer, el oficial José Ordóñez organizaría a las tropas en la plaza de armas, y las formaría para ir silenciosamente al sector de cancha rayada. Osorio decidiría quedarse en Talca. Ordóñez decidiría organizar las tropas de tal manera que cubriesen todos los posibles espacios del campamento del ejército chileno.
El general José de San Martín viendo su posición muy comprometida, y sabiendo a través de espías los movimientos de los realistas, decidió cambiar de posición, esperando un ataque a altas horas de la noche.Este cambio repentino separó las líneas defensivas, lo que confundió a los soldados y afectó sus capacidades de ataque.
Sorpresivamente, O'Higgins fue avisado de que el enemigo salía de la ciudad, informando a San Martín, y sin tiempo para organizar la defensa, comenzó a llamar a las alarmas. Serían los patriotas los que comenzarían a disparar, específicamente las compañías de granaderos de las primeras líneas defensivas. Esto hizo encender las alarmas. La confusión y el pánico desorganizaron las filas patriotas, mientras los realistas seguían avanzando en orden, sin responder a los primeros disparos. Finalmente los realistas comenzarían sus primeras descargas, provocando la huida y muerte de muchos soldados chilenos, especialmente los que fueron a enfrentarlos. Comenzaron, así, a abandonar sus posiciones los artilleros de los flancos, algunos escuadrones de caballería y muchos soldados y reservistas.
Durante la refriega Bernardo O'Higgins fue herido por una bala que le fracturó el brazo derecho y quedó cercado por los realistas, siendo salvado por el teniente coronel Santiago Bueras y su escuadrón de cazadores. El general Juan Gregorio de Las Heras, que conocía la táctica realista de tomar por sorpresa al enemigo, pudo salvar íntegra la división de 3000 hombres, escapando a menos de 200 metros de la retaguardia realista en un acto brillante, de la misma manera el teniente coronel Manuel Blanco Encalada al mando de las piezas de su batería, logró protegerse del ataque enemigo retirándose en orden con sus hombres. La retirada de la división de Las Heras fue apoyada por los Cazadores a caballo comandados por Ramón Freire y Bueras.
San Martín logró movilizar a sus hombres hacia una posición donde sus tropas comenzaron a responder el fuego. Una vez realizada la maniobra las tropas patriotas se retiraron dejando 120 muertos, 300 heridos, 2000 dispersos y 21 cañones. Según el parte de Osorio al virrey Pezuela sus fuerzas tuvieron 40 muertos y 110 heridos contándose entre los primeros al teniente coronel Juan José Campillo comandante del batallón Concepción.

## Consecuencias
El 22 de marzo de 1818, el militar francés Miguel Brayer —al servicio del ejército independentista— (el mismo que concibió el desastre del Sitio de Talcahuano) llegó a Santiago portando noticias exageradas de Cancha Rayada. El pánico cundió de inmediato. Se afirmó que San Martín y O'Higgins habían muerto en combate, que el ejército había sido destruido y que la revolución había fracasado nuevamente. Con esta noticia algunos habitantes se aprestaron a emigrar a Mendoza —por miedo a las repercusiones— y otros directamente buscaron la reconciliación con los realistas, ahora triunfantes. Con celeridad, el general Luis de la Cruz, Supremo Director interino de la República de Chile, convocó a cabildo abierto que se reunió en la mañana del 22 de marzo y en el cual el general Brayer abatió todos los ánimos, al manifestar que no había esperanza de reaccionar contra la derrota sufrida pero el general Tomás Guido, Cruz y Manuel Rodríguez enfrentaron y contuvieron el pánico. Este último proclamó en esta ocasión su célebre "¡Aún tenemos patria, ciudadanos!" Manuel Rodríguez fue elegido presidente interino, asumió el 23 y con el concurso de Cruz dispuso con energía y eficacia las primeras medidas para la defensa de Santiago, hasta que el 24 llegaron a la capital San Martín y O'Higgins.
Después de este suceso llegó la noticia de que el general San Martín se hallaba vivo en San Fernando, donde se procedía a reunir a los fugitivos de la batalla. El 23 de marzo se supo que el brigadier Las Heras había logrado salvar a toda su división y que aún se disponía de 4000 hombres. De esta manera llegó la calma a la ciudadanía y lentamente se recuperó la confianza en el ejército conformado, es en este momento que el Libertador se dirigió al pueblo chileno: "La Patria existe y triunfará, y yo empeño mi palabra de honor de dar en breve un día de gloria a la América del Sur".
En los primeros días de abril de 1818 el general San Martín lograba finalmente la reorganización del Ejército Unido encontrándose nuevamente en condiciones de enfrentarse a las fuerzas realistas, en la que sería la batalla decisiva del conflicto: la Batalla de Maipú.